# Photonectes albipennis
Photonectes albipennis är en fiskart som först beskrevs av Döderlein 1882.  Photonectes albipennis ingår i släktet Photonectes och familjen Stomiidae. Inga underarter finns listade i Catalogue of Life.